# Avro York
Авро Йорк (англ. Avro York) — британский транспортный и пассажирский самолёт созданный на основе тяжёлого четырёхмоторного бомбардировщика Авро Ланкастер. Один из прототипов «Йорка» с бортовым номером LV633 служил премьер-министру Великобритании Уинстону Черчиллю в качестве личного транспорта.

## Разработка
Появление на свет «Авро Йорк» — заслуга главного конструктора фирмы Роя Чэдвика. В 1941 году он приступил к проектированию транспортного самолёта на базе тяжёлого бомбардировщика «Ланкастер», совершившего свой первый полёт в январе этого же года и подготавливаемого к запуску в массовое производство. Несмотря на отсутствие официальной поддержки и необходимость направления всех усилий на проектирование и производство столь необходимых истребителей и бомбардировщиков, чертежи нового самолёта были готовы к февралю следующего года. Ещё через пять месяцев, 5 июля, прототип с бортовым номером LV626 совершил свой первый полёт с аэродрома Рингуэй в Манчестере. Самолёт, названный Йорк, имел вместительный фюзеляж почти прямоугольной в поперечном сечении формы и заимствованные от «Ланкастера» крылья, двигатели Роллс-Ройс Мерлин, шасси и хвостовую секцию фюзеляжа с стабилизатором и килями.
Испытания самолёта прошли успешно и Министерством авиации был выдан заказ на постройку ещё трёх прототипов в соответствии со спецификацией C.1/42. Планировалось оснастить два прототипа двигателями Роллс-Ройс Мерлин, а другие два — двигателями Бристоль Геркулес VI, но фактически все выпущенные прототипы имели двигатели Мерлин. Единственным «Йорком» с двигателями Бристоль стал переоборудованный LV626, эта модификация получила обозначение Йорк C Mk II.
Второй прототип LV629 построен как пассажирский самолёт и имел соответствующую отделку салона. Третий прототип LV633 создавался специально как VIP-транспорт и летающий конференц-зал для Уинстона Черчилля. Он имел роскошную отделку и восемь больших прямоугольных окон вместо обычных круглых иллюминаторов. Выяснилось при этом, что возросшая площадь поперечного сечения нового фюзеляжа вызвала потерю путевой устойчивости, что обусловило необходимость установки третьего киля. Такое трёхкилевое хвостовое оперение имели все последующие «Йорки», оно также было установлено на первый прототип LV626 во время замены на нём двигателей на Бристоль Геркулес. Четвёртый прототип LV639 изготовлен в качестве парашютно-десантного и был снабжен подфюзеляжным люком, однако испытания показали, что воздушные потоки прижимают парашютистов к фюзеляжу и существует вероятность удара их о неубирающееся хвостовое колесо.

## Описание конструкции
По конструкции «Авро Йорк» практически полностью повторяет «Авро Ланкастер», за исключением фюзеляжа и наличия третьего киля. Это четырёхмоторный цельнометаллический свободнонесущий высокоплан. Фюзеляж — полумонокок, имел прямоугольную в поперечном сечении форму и собирался из пяти отдельных модулей. С левого борта под крылом была дверь для входа экипажа и пассажиров, у транспортных версий в хвостовой части левого борта имелись большие распашные створки грузового люка. В пассажирском варианте самолёт имел два салона, туалет и гардероб находились между салонами напротив входной двери, в хвостовой части были расположены кухня и багажное отделение, в каждом салоне на потолке имелись аварийные выходы.

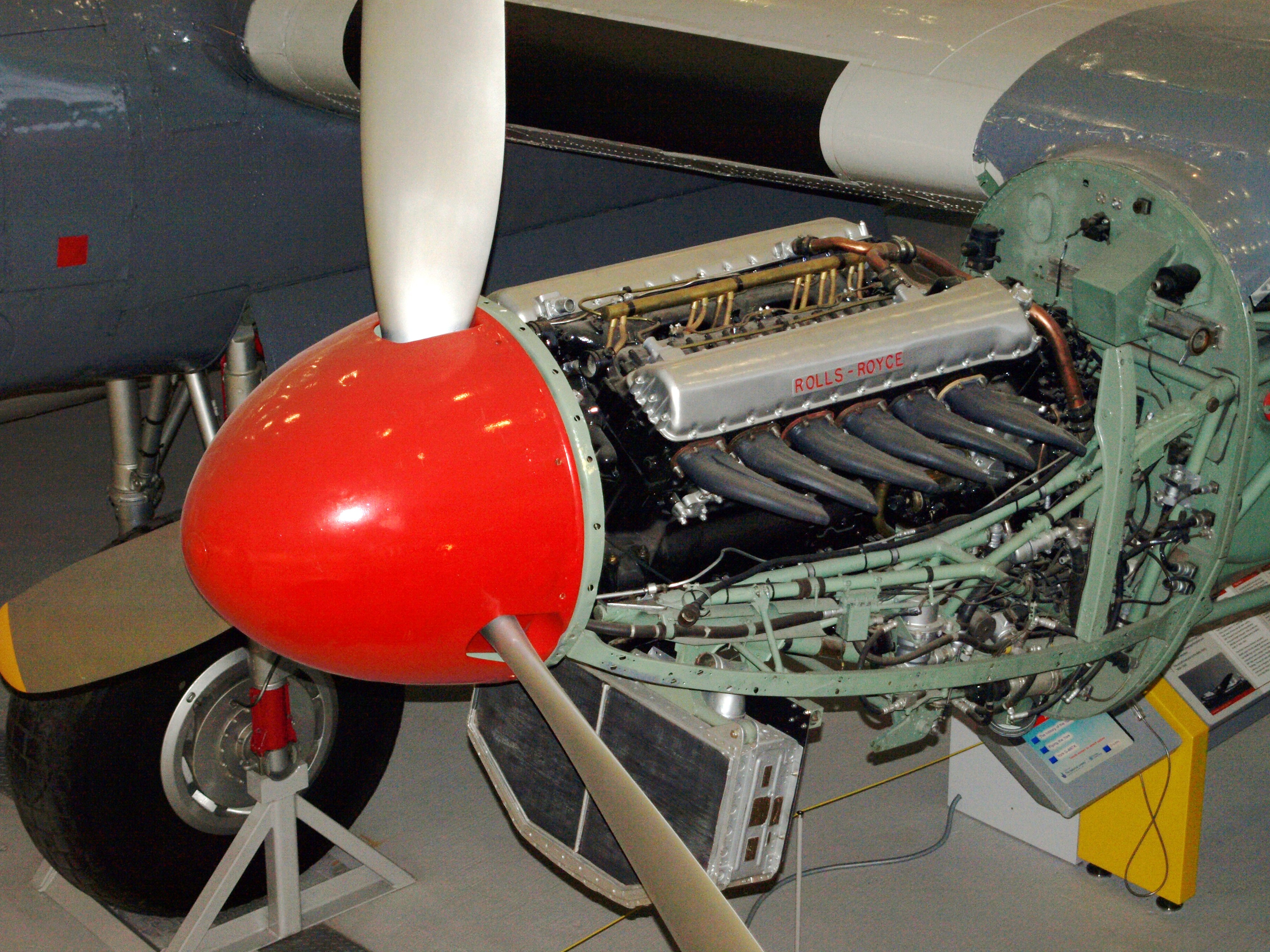
Двигатель Роллс-Ройс Мерлин установленный на «Йорке»

Крыло также состояло из пяти модулей — центральной, интегрированой с фюзеляжем, двух внутренних секций с внутренними двигателями, и двух внешних консолей со своими двигателями. Крыло — двухлонжеронное, с работающей обшивкой. Закрылки — двухсекционные, по секции на внутренней и внешней консолях, с металлической обшивкой и гидроприводом. Внутренние секции закрылков отклонялись вместе с задней частью мотогондол. Элероны с полотняной обшивкой, оснащены триммерами. Хвостовое оперение — трёхкилевое, рули направления установлены только на боковых килях, стабилизатор — двухлонжеронный. Рули высоты и направления с металлической обшивкой и имели весовую и аэродинамическую компенсацию.
В крыле между лонжеронами располагались 7 топливных баков общей ёмкостью 11 265 литров (2 478 имперских галлонов), по 3 в каждом крыле и один в центроплане.
Шасси трёхстоечное, с хвостовым колесом. Основные стойки убирались гидроприводом назад-вверх в мотогондолы внутренних двигателей и после уборки полностью закрывались створками. Амортизация — масляно-пневматическая, тормоза пневматические. Хвостовая стойка — неубирающаяся.
Двигатели находились в подкрыльевых мотогондолах, крепившихся к переднему лонжерону крыла. Воздушные винты трёхлопастные де Хевилленд Гидроматик, цельнометаллические постоянного шага с большой шириной лопастей.

## Модификации
Йорк IОбозначение гражданского самолёта.
Йорк C.IОбозначение самолёта в Королевских Военно-Воздушных силах.
Йорк C.IIПрототип LV626 с двигателями воздушного охлаждения Бристоль Геркулес.

## Эксплуатация

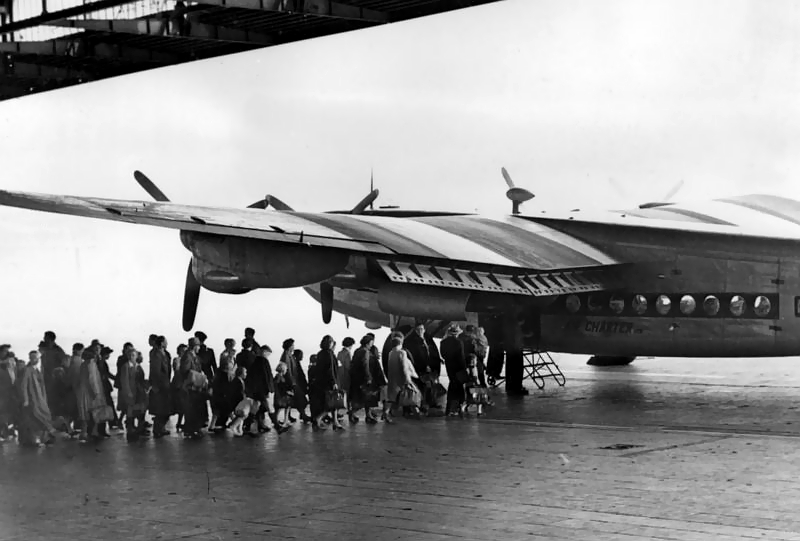
«Авро Йорк» а/к Air Charter в берлинском аэропорту Темпельхоф, 1953

«Йорк» является одним из примеров успешной переделки военного самолёта в гражданский. Он сохранил склонность «Ланкастера» к крену на правый борт во время взлёта, но с набором скорости он начинал отлично держать курс благодаря третьему килю. Одним из главных недостатков самолёта были сильный шум и вибрация от расположенных близко к фюзеляжу двигателей. По словам одного из пассажиров «…слыша выстрелы выхлопов „Мерлина“ левого борта одним ухом, спать было почти невозможно; даже после полёта этот „бах“ продолжал слышаться ещё несколько дней…» Обычно «Йорк» предназначался для перевозки 24 пассажиров, но известен случай, когда в 1948 году во время эвакуации британцев из Индии, одним рейсом было перевезено сразу 117 человек.

### VIP-транспорт
В марте 1943 года «Йорк» LV633 поступил в 24-ю эскадрилью, долгое время являвшейся главной транспортной эскадрильей Королевских ВВС. По предложению её командира, подполковника Х. Б. Коллинза, самолёт получил собственное имя Аскалон, в честь меча (по другой версии легенды — копья) Св. Георгия. Эскадрилья получила и два первых серийных самолёта — MW100 и MW101, которые так же были переделаны в транспорты для высокопоставленных лиц. Самолёты активно использовались британским Кабинет министров и высшими командующими британской армии, обслуживали конференции Союзников в Москве, Каире,Тегеране и Ялте. Вопреки существующему утверждению, на Ялтинскую конференцию Черчилля доставил не «Аскалон», а другой самолёт, используемой Черчиллем — Дуглас C-54. В июне 1943 года на «Аскалоне» в Северную Африку для наблюдения за войсками прибыл король Великобритании Георг VI, он побывал также в Алжире, Триполи и на Мальте.
В 1946 году «Аскалон» был переведен в Сингапур, где служил персональным транспортом Верховному главнокомандующему Дальневосточных Военно-Воздушных Сил Великобритании, пока в 1954 году его не заменил другой «Йорк», MW295. Этот самолёт, названный Аскалон II, стал последним «Йорком» на службе Королевских ВВС, и в марте 1957 года был списан и выставлен на продажу.
«Йорк» MW102 использовался Верховным главнокомандующим в юго-восточной Азии лордом Маунтбеттеном.
«Йорк» MW107 был передан Южно-Африканским ВВС где получил бортовой номер 4999. Этот самолёт служил личным транспортом фельдмаршалу Яну Смэтсу и получил имя «Оубаас» — прозвище, данное Смэтсу южноафриканцами.
«Йорком» MW140 в 1945—1946 годах пользовался герцог Глостерский в свою бытность генерал-губернатором Австралии. Этот самолёт получил имя «Индевор».
Одним из трёх «Йорков», переданных ВМС Франции, пользовался генерал де Голль для полёта в США во время своего визита в Вашингтон в 1945 году.

### Королевские ВВС

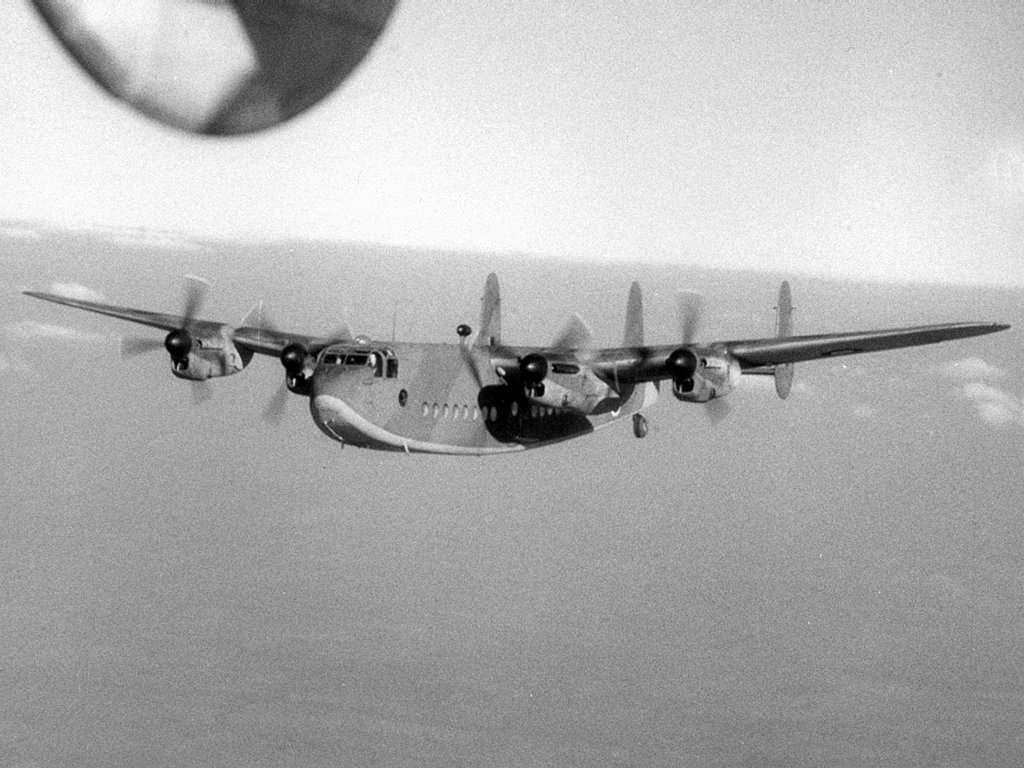
«Авро Йорк» Королевских ВВС

Серийные «Йорки» стали поступать на вооружение Королевских ВВС в 1944 году. Большинство самолётов выпуска 1944 года были пассажирскими, потом последовала серия грузовых самолётов, и в итоге чисто грузовые и комбинированные грузопассажирские выпускались параллельно. 511-я эскадрилья стала первой, имеющей на вооружение только «Йорки». Всего «Йорк» состоял на вооружении десяти эскадрилий Королевских ВВС и кроме перевозки высокопоставленных особ, использовался для дальних транспортных операций в Африку и на Дальний Восток. Во время одной из них 14 ноября 1944 года, «Йорк» MW126, на котором следовал к месту службы назначенный Верховным главнокомандующим ВВС в Юго-Восточной Азии главный маршал авиации Траффорд Ли-Мэллори, потерпел крушение. Место падения самолёта было обнаружено только в июне 1945 года в горах около Гренобля, в 250 км от маршрута полёта. Причины катастрофы так и не были установлены, все находившиеся на борту 10 человек погибли. Ли-Мэллори стал самым высокопоставленным служащим Королевских ВВС, погибшим в результате крушения «Йорка».
После окончания Второй мировой войны «Йорки» использовались для переброски войск в точки локальных конфликтов — зону Суэцкого канала, Британскую Малайю и на Дальний Восток.
Наиболее известный эпизод в службе «Йорков» — операция по снабжению блокированного Западного Берлина в 1948—1949 годах. «Йорки» семи эскадрилий совершили 29 000 вылетов, доставив 230 000 тонн грузов для жителей Западного Берлина, что являлось большей частью от всего объёма снабжения, перевезенного Королевскими ВВС.
«Йорки» состояли на службе Королевских ВВС с 1943 по 1957 год, пролетев за это время миллионы миль и перевезя многие тысячи людей и тонны груза.

### BOAC

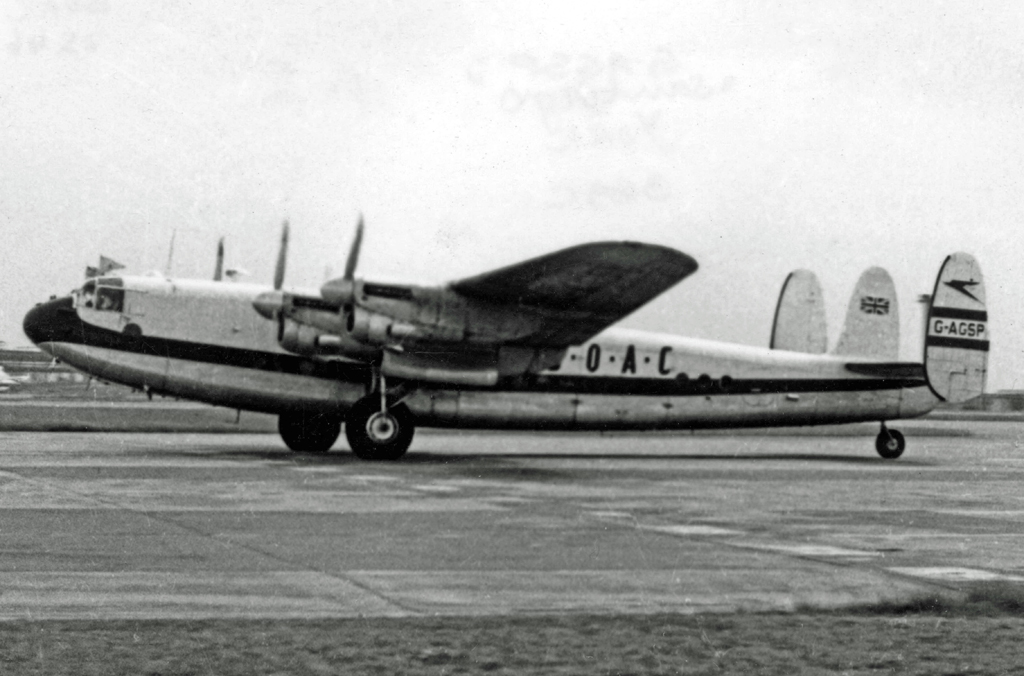
«Авро Йорк» G-AGSP а/к BOAC

Первые 5 самолётов «Йорк» (G-AGJA «Милденхолл», G-AGJB «Марафон», G-AGJC «Мальмсбери», G-AGJD «Мэнсфилд», G-AGJE «Мидлсекс») Британская Корпорация Заокеанских Авиасообщений (англ. British Overseas Airways Corporation (BOAC)) получила в феврале-сентябре 1944 году. Во время Второй мировой войны BOAC была в подчинении Королевских ВВС, поэтому самолёты имели камуфляжную окраску и, кроме гражданских регистрационных номеров, имели опознавательные знаки и бортовые номера ВВС (MW103, MW108, MW 113, MW 121, MW 129 соответственно). Эти были комбинированные грузопассажирские самолёты, передняя кабина предназначалась для перевозки грузов, а задний салон — для размещения 12 пассажиров. С 22 апреля самолёты начали выполнять регулярные рейсы с аэродрома ВВС Линхэм в Каир через Марокко.
Вслед за первыми пятью самолётами последовал заказ ещё на 60 машин, из которых было построено только 25, BOAC получила их с августа 1945 года по декабрь 1946 года. Эти самолёты уже не имели камуфляжа и несли обозначение Транспортного Командования серии TS. В BOAC эти самолёты, так же как и первые пять, получили собственные имена по названию городов на букву «М», обозначавшую принадлежность к М-классу по классификации BOAC. Эти самолёты были чисто пассажирскими, 13 из них были имели по 12 спальных мест и предназначались для обслуживания рейсов в Южную Африку. Рейсы в Йоханнесбург стали выполняться с 10 ноября 1945 года совместно с Южно-Африканскими Авиалиниями (SAA), которые в ожидании поставки заказанных Дугласов DC-4 арендовали «Йорки» принадлежавшие BOAC. Всего SAA использовали 9 «Йорков», последний из которых был возвращён в сентябре 1947 года. Полёт на «Йорке» из Лондона в Йоханнесбург длился 65 часов и включал 4 посадки для дозаправки в Кастель-Бенито, Каире, Хартуме и Найроби.
«Йорки» служили на регулярных пассажирских линиях BOAC до декабря 1950, на грузовых линиях авиакомпании до ноября 1957.

### Другие

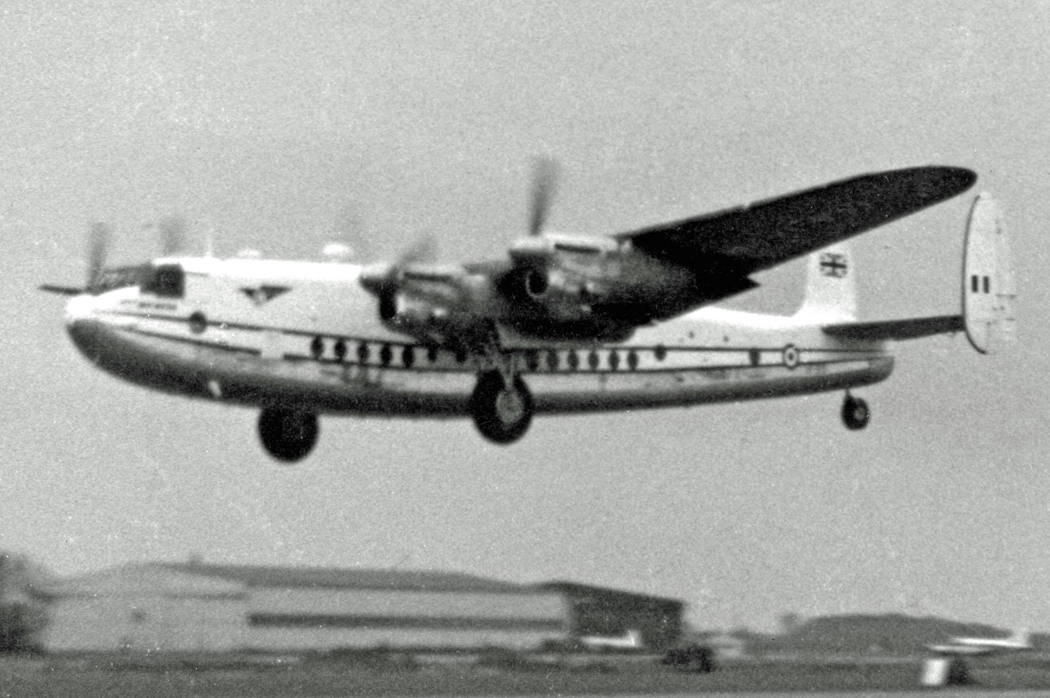
«Авро Йорк» G-AMUS а/к Air Charter вылетает из лондонского аэропорта Станстед для перевозки войск. На самолёт нанесены опознавательные знаки ВВС для перелёта через зону Суэцкого канала, регистрационный номер G-AMUS закрашен, вместо него нанесен временный бортовой номер XF919, 10 апреля 1955

Другой британской государственной авиакомпанией, использовавшей «Йорки» стала British South American Airways (B.S.A.A.). 12 заказанных ею «Йорков» заменили «Ланкастрианы» на рейсах в Аргентину, Вест-Индию и на Бермуды, так же B.S.A.A. использовала самолёты, арендованые у BOAC. «Йорки» B.S.A.A. выполняли полёты из нового гражданского аэропорта Хитроу, эта авиакомпания стала первой гражданской авиакомпанией использующей новый аэропорт. После вхождения в 1949 году B.S.A.A. в состав BOAC, эти маршруты ещё некоторое время продолжали обслуживаться BOAC.
Аргентинская авиакомпания F.A.M.A. (исп. Flota Aerea Mercante Argentina) в ожидании поставки новых авиалайнеров «Тюдор», заказала три самолёта «Йорк» с салоном на 24 пассажира, позднее этот заказ был увеличен до пяти машин. Эти самолёты с 22 сентября 1946 года начали выполнять регулярные рейсы в Испанию. Эксплуатация оказалась не очень успешной — два самолёта были потеряны в авиакатастрофах. После вхождения F.A.M.A. в Aerolineas Argentinas, «Йорки» продолжали использоваться новым владельцем до 1951 года, после чего были проданы обратно в Великобританию.
Крупнейшей частной авиакомпанией, использовавшей «Йорки» стала Skyways Ltd. Эта авиакомпания единственная из независимых компаний сделала заказ на новые «Йорки», первый из трёх был получен в мае 1946 года. Остальные «Йорки» были куплены у BOAC/B.S.A.A. и F.A.M.A. Компания совершала чартерные рейсы, как грузовые, так и пассажирские, большей частью в Европу, в частности, Германию. Так же выполнялись полёты в Северную Африку. «Йорки» Skyways принимали участие в операциях Берлинского воздушного моста. До 1957 года авиакомпания использовала «Йорки» на регулярных рейсах Лондон (Станстед) — Мальта — Кипр.
Большинство «Йорков», после прекращения их эксплуатации BOAC, были куплены Lancashire Aircraft Corporation Ltd. С мая 1951 года по август 1952 года она получила 21 самолёт. Эти «Йорки» использовались для крупномасштабной перевозки войск в Египет в зону Суэцкого канала. По условиям Англо-Египетского договора 1936 года, эти самолёты не могли использоваться с гражданскими регистрационными номерами, поэтому они получили опознавательные знаки Королевских ВВС и военные регистрационные номера серии WW. После слияния в марте 1952 года Skyways Ltd с Lancashire Aircraft Corporation Ltd, «Йорки» обеих компаний использовались новообразованной компанией Skyways of London. «Йорки» этой авиакомпании в 1952 году перевезли в Хельсинки и обратно команду Великобритании по конному спорту, ставшую победительницей на Олимпийских играх.
С 1952 года «Йорки», снятые с вооружения Королевских ВВС, стали покупать многочисленные частные чартерные авиакомпании. Многие из этих самолётов подверглись переделке, некоторые были разобраны для обеспечения запасными частями оставшиеся самолёты. Первой авиакомпанией, купившей бывшие самолёты ВВС, стала Air Charter Ltd. В 1951 году эта авиакомпания обеспечивала перевозку восточногерманских беженцев из Берлина в Западную Германию. В том же году Военное Министерство Великобритании заключило контракт с Air Charter на перевозку войск по маршруту Лондон — Фиджи.
Dan Air, основанная в 1953 году, закупила первые 3 «Йорка» в июле 1954 года. Заключённый в 1956 году контракт с Министерством Авиации на грузовые перевозки Лондон — Сингапур, вызвал покупку дополнительных самолётов. Так же «Йорки» этой авиакомпании использовались для грузовых перевозок между Лондоном, Манчестером и Глазго. Эта авиакомпания в 1964 году последней сняла с эксплуатации «Йорки», один из самолётов Dan Air — G-ANTK — сохранился до наших дней.
В 1954 году 12 «Йорков» (11 бывших самолётов Королевских ВВС и один авиакомпании Air Charter) были проданы в Канаду. С 1955 года эти самолёты использовались авиакомпаниями Maritime Central Airways, Arctic Wings, Pacific Western и Trans Air для доставки людей и грузов при строительстве сети радиолокационных станций раннего обнаружения DEW line (англ. Distant Early Warning Line). Полёты в сложных метеоусловиях, с плохо оборудованных аэродромов, трудности с навигацией из-за близости магнитного полюса привели к высокой аварийности на этих маршрутах. После завершения строительства станций «Йорки» использовались на обычных рейсах канадских авиакомпаний до 1960 года. Один из канадских самолётов в мае 1958 года был продан назад в Великобританию авиакомпании Dan Air, но уже 20-го числа этого же месяца был повреждён без возможности восстановления при посадке на Мальте.

## Аварии и катастрофы
| Дата     | Бортовой номер | Место катастрофы                            | Краткое описание |
| -------- | -------------- | ------------------------------------------- | --- |
| 14.10.44 | MW126          | около Гренобля                              | Причины крушения неизвестны, предположительно пилот в снежную бурю сбился с курса и врезался в гору.                                                                                             |
| 23.12.46 | LV-XIG         | Рио-де-Жанейро                              | Самолёт авиакомпании FAMA врезался в гору. |
| 13.04.47 | G-AHEZ         | Дакар                                       | Самолёт Star Speed авиакомпании B.S.A.A. разбился при посадке. |
| 16.07.47 | G-AGNR         | Эз-Зубайр                                   | Самолёт авиакомпании BOAC. Крушение. |
| 25.07.47 | LV-XIH         | Буэнос-Айрес                                | Самолёт авиакомпании FAMA разбился после столкновения с грузовиком при посадке. |
| 04.07.48 | MW248          | Нортвуд, Лондон                             | Столкновение в воздухе с DC-6 Скандинавских авиалиний. Все 39 пассажиров и членов экипажа обоих самолётов погибли.                                                                               |
| 01.02.49 | G-AGJD         | Кастель-Бенито                              | Крушение |
| 19.06.49 | G-ALBX         | Вюндсдорф                                   | Самолёт авиакомпании Skyways. Крушение. |
| 11.03.52 | G-AMGL (XA192) | Гамбург                                     | Самолёт авиакомпании Air Charter. Вынужденная посадка. |
| 24.08.52 | G-AGNZ         | Западный Берлин                             | Самолёт авиакомпании Eagle Aviation разбился при посадке. |
| 27.11.52 | G-AMGL (XA192) | Лайнхем                                     | Самолёт авиакомпании Air Charter разбился при посадке. |
| 02.02.53 | G-AHFA         | Северная Атлантика, побережье Ньюфаундленда | Самолёт авиакомпании Skyways упал в море после сигнала SOS поданного экипажем. Все находившиеся на борту 39 человек погибли.                                                                     |
| 13.04.54 | G-AMUM (XF285) | Мальта                                      | Самолёт авиакомпании Scottish Aviation разбился при посадке. |
| 26.06.54 | G-AGNY (WW510) | Кириц                                       | Самолёт авиакомпании Skyways. Вынужденная посадка. |
| 22.09.54 | G-ANRC (XG898) | Станстед                                    | Самолёт авиакомпании Scottish Airlines разбился при взлёте. |
| 11.04.55 | CF-HMZ         | Йеллоунайф                                  | Разбился при взлёте. |
| 26.05.55 | CF-HMY         | Эдмонтон                                    | Самолёт авиакомпании Associated Airways ударился о препятствие при взлёте из муниципального аэропорта.                                                                                           |
| 14.09.55 | EP-ADA         | в 65 км от Басры                            | Крушение. |
| 24.01.56 | CF-HMU         | Форт Чимо, Квебек                           | Вынужденная посадка |
| 18.02.56 | G-ANSY         | Мальта                                      | Самолёт авиакомпании Scottish Aviation. После взлёта начался пожар двигателя, пилот попытался развернуться и вернуться в аэропорт. После выпуска закрылков самолёт сорвался в штопор и разбился. |
| 30.04.56 | G-AMUL (XF284) | Станстед                                    | Самолёт авиакомпании Scottish Airlines разбился при взлёте. |
| 13.09.56 | CF-HFP         | Кейп Перри, Северо-Западные территории      | Самолёт авиакомпании Pacific Western Airline промахнулся мимо ВВП при посадке. |
| 13.09.56 | CF-HFQ         | Фокс, Северо-Западные территории            | Самолёт авиакомпании TransAir выкатился с ВВП при взлёте. |
| 17.09.56 | EP-ADB         | Станстед                                    | Самолёт авиакомпании Persian Air Services уничтожен взрывом топливного бака во время обслуживания.                                                                                               |
| 26.09.56 | CF-HMW         | Форт Чимо, Квебек                           | Самолёт авиакомпании Maritime Central Airways. Вынужденная посадка |
| 08.01.57 | CF-HIQ         | 25 км к югу от бухты Ранкин, Гудзонов залив | Самолёт авиакомпании TransAir сгорел после аварийной посадка |
| 23.12.57 | G-AMUN (XF667) | Станстед                                    | Самолёт авиакомпании Scottish Airlines разбился при заходе на посадку. |
| 20.05.58 | G-AMUT         | Мальта                                      | Самолёт авиакомпании Dan Air. Поврежден при посадке, списан. |
| 25.05.58 | G-AMUV         | Гургаон, Пенджаб                            | Самолёт авиакомпании Dan Air разбился при посадке. |
| 29.09.58 | OD-ADB         | Средиземное море                            | Самолёт Middle East Airlines выполнявший рейс Бейрут — Рим пропал над морем. |
| 15.07.59 | EP-ADE         | Кувейт                                      | Самолёт авиакомпании Persian Air Services, бывший MW295 Аскалон II. Крушение. |
| 27.05.60 | OD-ACD         | Тегеран                                     | Поврежден при взлёте в аэропорту Мехрабад. Списан. |
| 24.05.61 | OD-ACO         | Маскат                                      | Самолёт Middle East Airlines. Крушение. |
| 06.04.62 | OD-ACN         | Лахор                                       | Самолёт ливийской авиакомпании Trans-Mediterranean Airways, арендованный Kuwait Airways, бывший MW107. Аварийная посадка.                                                                        |
| 11.09.62 | OD-ADA         | Маскат                                      | Самолёт Middle East Airlines разбился при посадке. |
| 15.03.63 | OD-ACZ         | Карай                                       | Самолёт Middle East Airlines. Крушение. |

## Сохранившиеся самолёты

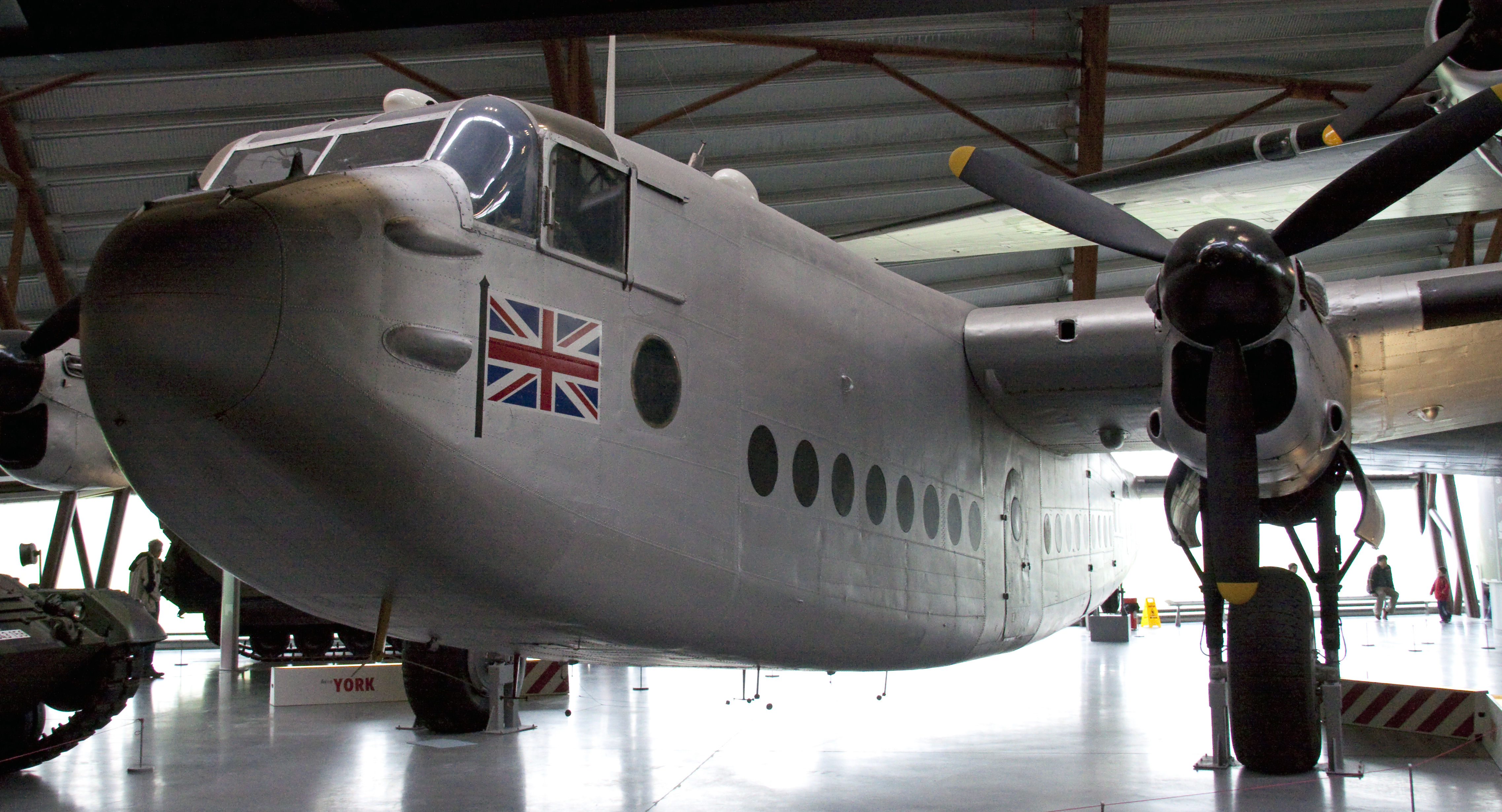
Авро Йорк в музее Королевских ВВС в Косфорде

Хотя самолётов в лётном состоянии не сохранилось, два полностью восстановленных «Йорка» находятся в музеях Великобритании. Ещё обломки 2 или 3 «Йорков» находятся на месте их крушения в Канаде.
- Авро 685 Йорк С1 бортовой номер TS798 (серийный номер 1223) в Музее Королевских Военно-Воздушных Сил в Косфорде. Этот самолёт был построен для Королевских ВВС в октябре 1945 года, первый полёт совершил 19 октября 1945 года в Идоне. 8 ноября 1945 года был передан BOAC, где получил регистрационный номер G-AGNV и собственное имя «Морвиль». 20 ноября 1954 года совершил последний полёт в авиакомпании BOAC из Карачи в Хитроу. 30 марта 1955 года был продан Skyways of London, где использовался до мая 1964 года. С января 1976 года находится в экспозиции в Косфорде[10].
- Авро 685 Йорк С1 G-ANTK в Имперском Военном музее в Даксфорде. Построен в январе 1946 года в Идоне, в августе того же года поступил на вооружение Королевских ВВС с бортовым номером MW232. Участвовал в операциях Берлинского воздушного моста, списан из ВВС в мае 1950 года, после использовался Fairey Aviation для опытов с дозаправкой самолётов в полёте. В июле 1954 года куплен авиакомпанией Dan Air, в которой получил гражданский регистрационный номер G-ANTK. Использовался для грузовых перевозок до своего списания в мае 1964 года.

## Тактико-технические характеристики

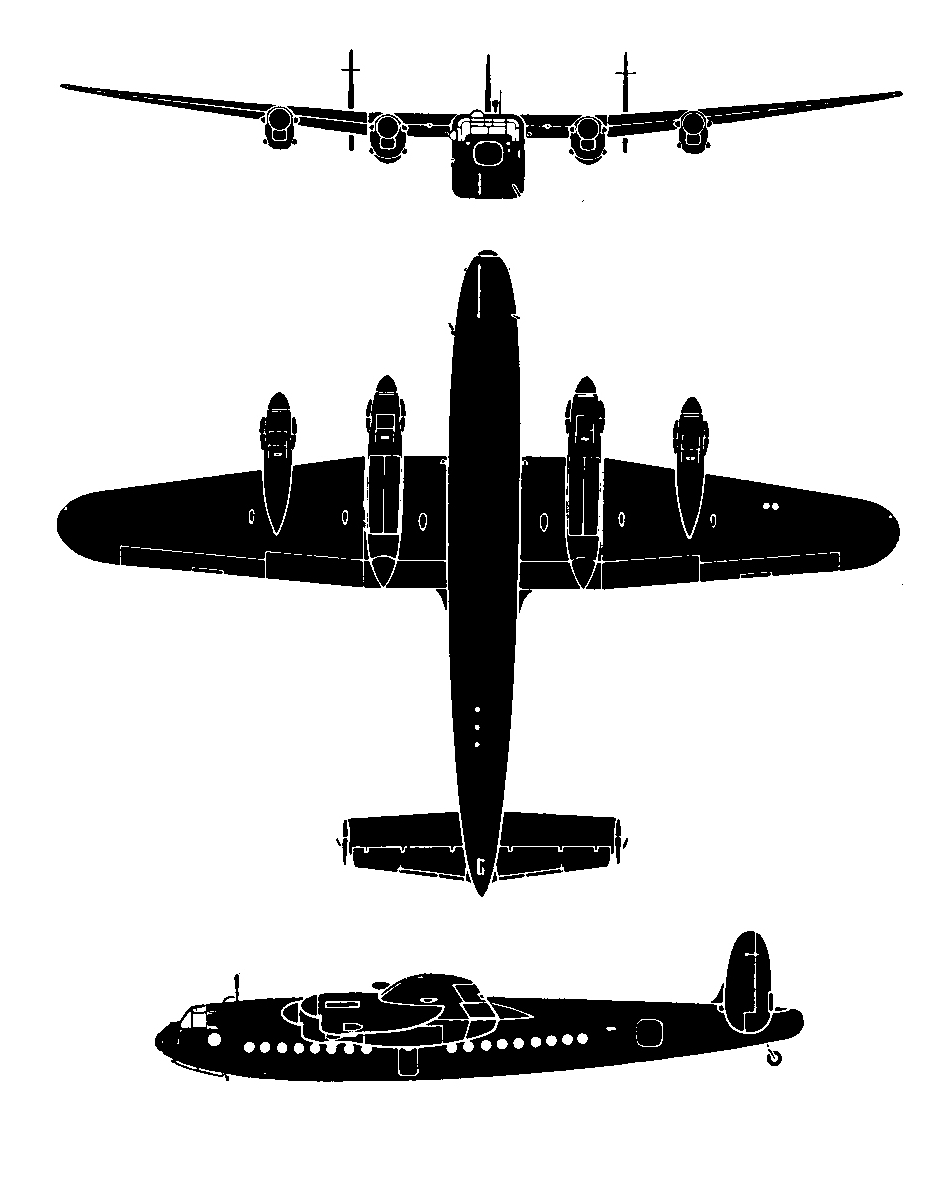

Источник данных: Aircraft in Profile № 168 The Avro York , Авро Йорк на сайте "Уголок неба 

Технические характеристики
- Экипаж: 5
- Пассажировместимость: 21 - 56 в зависимости от компоновки салона
- Грузоподъёмность: 9 100 кг (20 000 фунтов) в грузовом варианте
- Длина: 23,93 м (78 футов 6 дюймов)
- Размах крыла: 31,09 м (102 футов)
- Высота: 5,44 м (17 футов 10 дюймов)
- Площадь крыла: 120,4 м² (1 297 фут²)
- Профиль крыла: N.A.C.A. 23018 (внутренние секции крыла) и N.A.C.A. 23013 (внешние секции)
- Масса пустого: 19 050 кг (42 000 фунтов)
- Масса снаряжённого: 25 000 кг (55 000 фунтов)
- Нормальная взлётная масса: 29 500 кг (65 000 фунтов)
- Максимальная взлётная масса: 31 800 кг (70 000 фунтов)
- Силовая установка: 4 × Роллс-Ройс Мерлин T.24 на Йорк C.1, (500 или 502 на Йорк I)
- Мощность двигателей: 4 × 1280 (1620) л.с. (4 × 950 (1200) кВт)
- Воздушный винт: Де Хевилленд Гидроматик, трёхлопастной металлический

Лётные характеристики
- Максимальная скорость: 480 км/ч на высоте 6400 м (298 миль/ч, 258 узлов) на 21 000 футов)
- Крейсерская скорость: 338 км/ч (210 миль/ч, 182 узла)
- Практическая дальность: 4 800 км (3 000 миль, 2,600 морских миль)
- Практический потолок: 7 010 м (23 000 футов)
- Скороподъёмность: 4,2 м/с (820 фут/мин)
- Нагрузка на крыло: 260 кг/м² (54 фунт/фут²)
- Тяговооружённость: 0,12 кВт/кг (0,16 л. с./кг)

### Похожие самолёты
- Airspeed Ambassador
- Armstrong Whitworth Ensign
- Douglas C-54 Skymaster
- Lockheed Constellation
- Handley Page Hastings — самолёт того же класса, так же разработанный на основе бомбардировщика, (Handley Page Halifax).
- Consolidated R2Y — другой самолёт того же класса, так же разработанный на основе бомбардировщика, (Consolidated B-24 Liberator).
- Vickers VC.1 Viking — пассажирский самолёт, так же разработанный на основе бомбардировщика, (Vickers Wellington).

### Родственные разработки
Avro Lancaster 

Avro Lancastrian